# Нокс (округ, Небраска)
Округ Нокс (англ. Knox County) — округ, расположенный в штате Небраска (США) с населением в 8701 человек по статистическим данным переписи 2010 года. Столица округа находится в деревне Сентер.

## История
Округ Нокс был образован в 1854 году и получил своё официальное название в честь первого военного министра США, генерал-майора Генри Нокса.

## География
По данным Бюро переписи населения США округ Нокс имеет общую площадь в 2953 квадратных километра, из которых 2870 кв. километров занимает земля и 83 кв. километра — вода. Площадь водных ресурсов округа составляет 2,77 % от всей его площади.

### Соседние округа
- Бон-Хомм (Южная Дакота) — север
- Янктон (Южная Дакота) — северо-восток
- Сидар (Небраска) — восток
- Пирс (Небраска) — юго-восток
- Антелоп (Небраска) — юг
- Холт (Небраска) — запад
- Чарльз-Микс (Южная Дакота) — северо-запад
- Бойд (Небраска) — северо-запад

## Демография
По данным переписи населения 2000 года в округе Нокс проживало 9374 человека, 2595 семей, насчитывалось 3811 домашних хозяйств и 4773 жилых домов. Средняя плотность населения составляла 3 человека на один квадратный километр. Расовый состав округа по данным переписи распределился следующим образом: 91,63 % белых, 0,09 % чёрных или афроамериканцев, 7,12 % коренных американцев, 0,16 % азиатов, 0,04 % выходцев с тихоокеанских островов, 0,63 % смешанных рас, 0,34 % — других народностей. Испано- и латиноамериканцы составили 0,91 % от всех жителей округа.
Из 3811 домашних хозяйств в 29,30 % — воспитывали детей в возрасте до 18 лет, 59,00 % представляли собой совместно проживающие супружеские пары, в 6,00 % семей женщины проживали без мужей, 31,90 % не имели семей. 29,90 % от общего числа семей на момент переписи жили самостоятельно, при этом 17,40 % составили одинокие пожилые люди в возрасте 65 лет и старше. Средний размер домашнего хозяйства составил 2,40 человек, а средний размер семьи — 2,98 человек.
Население округа по возрастному диапазону по данным переписи 2000 года распределилось следующим образом: 25,50 % — жители младше 18 лет, 5,50 % — между 18 и 24 годами, 21,90 % — от 25 до 44 лет, 23,90 % — от 45 до 64 лет и 23,10 % — в возрасте 65 лет и старше. Средний возраст жителей округа составил 43 года. На каждые 100 женщин в округе приходилось 96,70 мужчин, при этом на каждых сто женщин 18 лет и старше приходилось 95,20 мужчин также старше 18 лет.
Средний доход на одно домашнее хозяйство в округе составил 27 564 доллара США, а средний доход на одну семью в округе — 34 073 доллара. При этом мужчины имели средний доход в 23 373 доллара США в год против 18 319 долларов США среднегодового дохода у женщин. Доход на душу населения в округе составил 13 971 доллар США в год. 12,50 % от всего числа семей в округе и 15,60 % от всей численности населения находилось на момент переписи населения за чертой бедности, при этом 20,40 % из них были моложе 18 лет и 13,50 % — в возрасте 65 лет и старше.

## Основные автодороги
- Автомагистраль 12
- Автомагистраль 13
- Автомагистраль 14
- Автомагистраль 59
- Автомагистраль 84
- Автомагистраль 121

## Населённые пункты

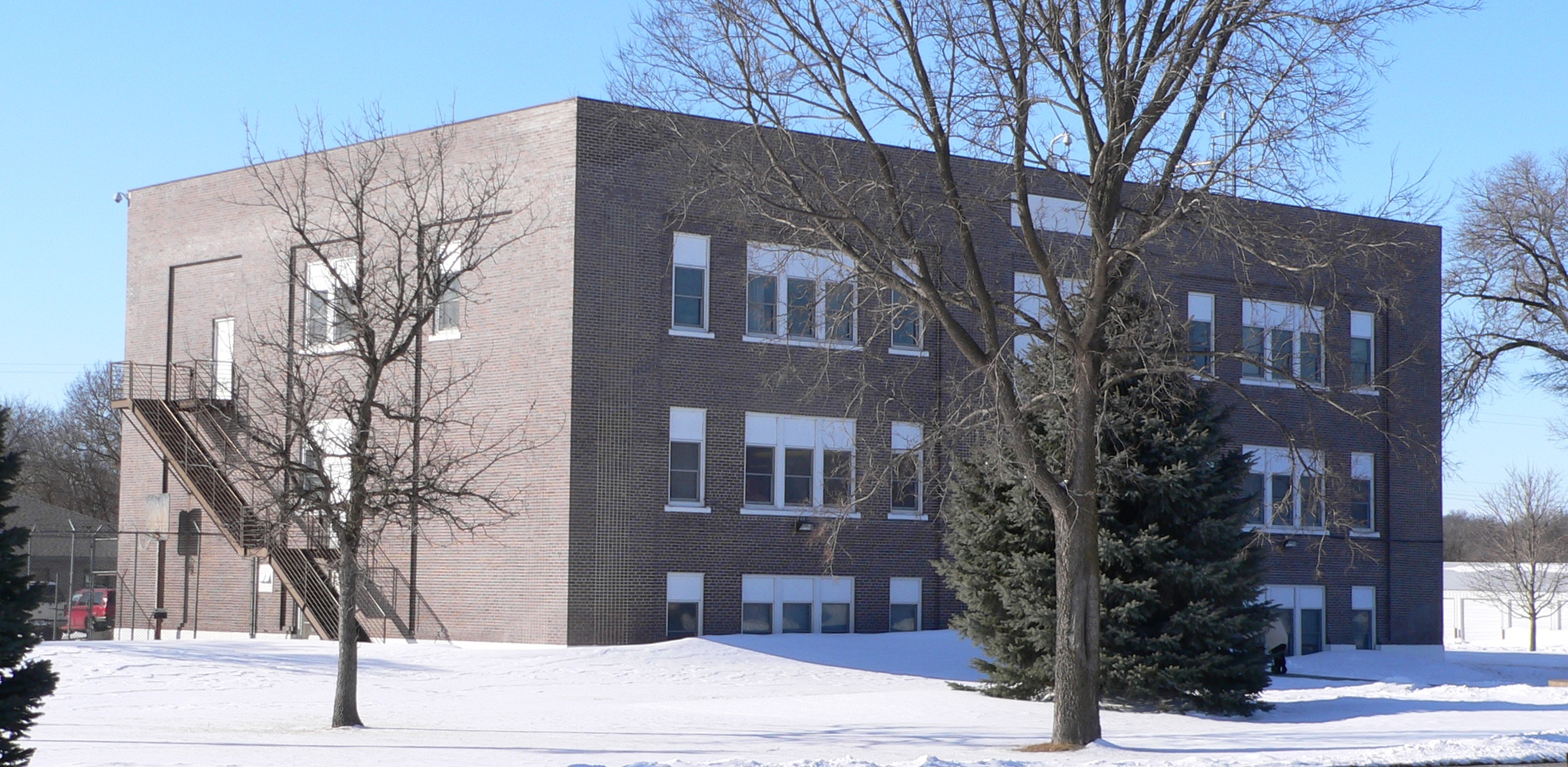
Здание окружного суда в деревне Сентер

### Города и деревни
- Бэзил-Милс
- Блумфилд
- Сентер
- Крейтон
- Крофтон
- Найобрэра
- Санти
- Вердел
- Вердигри
- Уоса
- Уиннитун

### Тауншипы
- Эддисон
- Бохемия
- Сентрал
- Кливленд
- Колумбия
- Крейтон
- Долфин
- Доулинг
- Истерн
- Франкфорт
- Харрисон
- Херрик
- Хилл
- Джефферсон
- Линкольн
- Логан
- Миллер
- Мортон
- Найобрэра
- Норт-Франкфорт
- Пеория
- Реймонд
- Спейд
- Спарта
- Юнион
- Вэлли
- Вердигри
- Уолнат
- Вашингтон
- Уэстерн

### Неинкорпорированные сообщества
- Линди